# Gorništvo
Gorníštvo je dejavnost v gorah, ki obsega tako letne kot tudi zimske vzpone. V gorništvo lahko štejemo tudi hojo po brezpotjih in plezanje lažjih plezalnih odsekov (največ II-III), ter pristope na višje vrhove. Oseba, ki se ukvarja z gorništvom, je gorník.
Velikokrat se pojem gorništva prekriva z alpinizmom in planinstvom, saj so včasih dejavnosti skupne oziroma se prekrivajo.
V Planinskem terminološkem slovarju (ISBN 961-6358-68-5) je definicija zapisana sledeče: »gorništvo je športna dejavnost, ki vključuje hojo v gore po nadelanih, označenih in neoznačenih, zavarovanih in nezavarovanih poteh, po brezpotju, plezanje, smučanje.«

## Pojem gorništva
Gorništvo je nastalo iz podvigov posameznikov v gorah v 19. stoletju in se je bolj množično začelo razvijati, ko so se ustanovila prva planinska društva.
Gorništvo je praviloma način preživljanja prostega časa v gorah in je večinoma nepridobitna dejavnost. Gorniško dejavnost lahko pojmujemo tudi kot del kulturne dejavnosti v gorah in po turah, pisanje knjih, vtisov, razstave fotografij in podobno. Gorništvo predstavlja tudi posebno obliko doživljanja narave. Lahko ga pojmujemo tudi kot vzgojno dejavnost, saj ob preizkušnjah v gorah človeka pripravi na samostojno življenje.
Gorništvo ni samo gibanje v naravi ob koncih tedna ampak bolj celovito oblikuje posameznika s tem, ko odkriva naravo v vseh letnih časih, izostri njegove orientacijske sposobnosti, mu pomaga da se znajde v primeru terenskih težav in upošteva gorniško etiko.
Pojem gorništvo se uporablja šele nekaj desetletij in je pogosto predmet diskusij. Vladimir Škerlak je pojasnil razvoj pojmov gora, gornik in gorsko društvo v razpravi Gorništvo ali planinstvo, kjer izhaja iz poimenovanja po gori in pravi: »Gornik je pravilno tvorjena slovenska beseda, ki označuje človeka, ki v gorah nekaj dela ali je z gorami v kakšni drugačni zvezi, na primer zahaja vanje.«

## Dejavnost gorništva
Gre za gibanje ljudi, ki so si za cilj svojega pohoda izbrali goro nad gozdno mejo in za to uporabljajo tako označene kot neoznačene poti ali brezpotja. Gorniki pri tem uživajo v naravi, razgledih, družbi in podobno. Ljudje ob tem kombinirajo fizično in kulturno dejavnost na v naprej določenem cilju.
Dejavnost gorništva obsega: hojo in lažje plezanje, visokogorsko smučanje, fotografiranje, zbiranje kamnin, rastlin, poizvedovanje po imenih, občudovanje stavbne dediščine in življenja v gorah, varovanje narave in naravnih spomenikov ter druge dediščine, itd.
Ena izmed dejavnosti gorništva je tudi treking ali gorniško potovanje po širšem, običajno manj urbaniziranem območju. Ljudje praviloma hodijo v skupini, premagujejo prelaze, sestopajo v doline, včasih zavzamejo tudi kak vrh.
Gorništvo je dejavnost, ki jo od izletnikov in planincev loči višina in s tem povezana težavnost. Višina pomeni fizični napor, z naraščanjem višine so večji vplivi na organizem (redek zrak), reliefne značilnosti se zaostrujejo (ledeniki, stene), vse to pa zahteva od gornika večjo fizično in psihično pripravljenost. Napor je tisti faktor, poleg geografskega, ki bistveno loči gorištvo od planinstva in izletništva. Med visokogorje prištevamo višine preko 1500 m.

## Pojav gorništva
Gorništvo se je pojavilo kot potreba prvih pristopnikov v gore, katerih razlog je bil zelo različen: znanstveni, botanični, avanturistični ali (velja za lokalno prebivalstvo) preživetveni. V Sloveniji se je pojav začel konec 19. stoletja z ustanovitvijo Slovenskega planinskega društva (SPD - 27.2.1893). Razvoj gorništva je napredoval z izgradnjo planinskih koč in nadelavo poti. Množično se je gorništvo pojavilo po prvi svetovni vojni, ko so si ljudje zaželeli več svobode in dejavnosti v naravi. Danes je gorništvo kar množično gibanje in je razširjeno širom po planetu Zemlja.
V Sloveniji, kjer je članstvo v planinskih društvih številno, je gorništvo skoraj življenjski stil ljudi. Obiskovalce gora štejemo v milijonih.
Večina zgodovinskih virov navaja, da se je alpinistična zgodovina začela leta 1492 z vzponom Antonia de Ville na Mont Aiguille. Prvi pristop na Triglav je zabeležen leta 1778, na Mont Blanc 1786, na Grossglockner pa 1800. Posebej v Alpah so ljudje stremeli k premagovanju samega sebe, pa tudi v znanstvene namene. 
Zanimiv del zgodovine so tudi slikarske upodobitve gora (Dürer, Compton, Karinger, Pernhart), pesnitve (Petrarka, Vodnik, Prešern, Župančič), predvsem pa knjige planinskih pisateljev (Julius Kugy, Oscar Mayer,...).

## Vrednote gorništva
Za gorništvo lahko trdimo, da je bližje kulturi kot športu, kar lahko utemeljimo z naslednjimi vrednotami:
- čut odgovornosti za sočloveka v gorah; odzivnost v nesreči je posebna lastnost pravega gornika;
- kulturen odnos do narave in kulturne krajine odraža spoštovanje do naravnih in kulturnih vrednost, proučevanje gorniške literature, samoizobraževanje in podobno:
- naravovarstvo kot aktivno ravnanje gornikov in vzgojni vpliv na manj izkušene;
- narodoljubnost, ki se je začela v preteklosti z odporom do ponemčevanja in ohranjanja slovenskih gora s sklicevanjem na tradicijo in izročilo;

in tudi
- vpliv gorništva na zdravje, krepitev telesnih sposobnosti in vztrajnosti;
- sposobnost doživljati sebe (razmišljenje, sproščanje,..);
- socialno prilagodljivost v družbi ali doma;
- iznajdljivost v različnih situacijah in
- ustrežljivost v situacijah, ki zahtevajo pomoč sočloveku.

## Liki nekaterih slovenskih gornikov
Slovenska gorniška zgodovina se je začela z Valentinom Staničem (1774-1847), več kot 200 let nazaj. Po Alpah je plezal iz veselja za neznanim, spotoma pa opravil še nekatere meritve višin.
Za slovensko gorništvo ima zasluge Jakob Aljaž (1845–1927), rodoljub, graditelj triglavskih koč in poti in dušni pastir vsem, ki so radi zahajali v gore.
Henrik Tuma (1858–1935) je bil pomemben zbrialec ledinskih in morfoloških imen, proučevalec naravnih pojavov. Bil je prvi, ki je v gorništvu postavil filozofske, kulturne in športne temelje in začetnik »kulturnega« alpinizma.
Klement Jug (1898–1924) je bil v gorah drzen in iznajdljiv, premagoval je steno za steno in dal Slovencem temelje alpinistične etike in narodno samozavest.
Joža Čop (1893–1975) je premišljeno in manj zaletavo raziskoval triglavsko Steno in druge stene v Julijcih ter bil vodnik drugim gornikom in reševalec.
Aleš Kunaver (1935–1984) je dokazal vrednost slovenskega gorniškega naroda v Himalaji, kjer je preudarno in zanesljivo osvajal težavne stene, domiselno konstruiral odpravarsko opremo. V Himalaji je zgradil šolo za šerpe, ki je delovala do današnjih dni in vzgojila številne lokalne ljudi v izvrstne vodnike.
Pavel Kunaver (1889–1988), Alešev oče, je bil vsestranski gornik, smučar, astronom in jamar, slikar in fotograf, naravovarstvenik, predvsem pa vzgojitelj.
Pomembni za slovensko gorništvo so bili še: 
- Tine Orel (1913–1985), ki je 30 let urejal Planinski vestnik in bil mentor piscem. Na celjskem, kjer je bil dolgoletni predsednik planinskega društva, je po vojni skrbel za obnovo planinskih koč.
- France Avčin (1910–1984), cenjen strokovnjak, gorniški pisatelj, fotograf, naravovarstvenik, organizator planinstva in še kaj.
- Marjan Lipovšek (1910–1995), pianist, skladatelj, predavatelj na konservatoriju in rektor glasbene akademije; v svojih gorniških spisih je mojstrsko opisoval naravo in prevajal svetovne gorniške klasike.
- in mnogi drugi.

## Gorniški klubi in planinska društva
Razlika med organizacijskima oblikama je v naslednjem:
- gorniški klub se ukvarja z gorniško dejavnostjo in kulturnim ustvarjanjem, gorniki si prizadevajo prikazovati gore s sprecifičnimi tehnikami in načini, ohranjati naravo in spoštovati zgodovino in osebnosti;
- dejavnost planinskega društva pa je poleg vzgojne in izobraževalne ter dejavnosti organizacije in vodenja pohodov, med drugim tudi gospodarska dejavnost, to je gradnja in oskrba planinskih koč, poti, tovornih žičnic, razgledišč in stolpov.

Za celovitost gorništva sta pomembni obe obliki, ki se pomembno dopolnjujeta. Razlika med oblikama je ne nazadnje tudi formalna (pravna podlaga glede ustanosvitve), lahko tudi ideološka ali ekskluzivnost. Posamezniki so lahko člani tako v klubu kot društvu ali obeh hkrati.